# Glandularia brachyrhynchos
Glandularia brachyrhynchos là một loài thực vật có hoa trong họ Cỏ roi ngựa. Loài này được G.L.Nesom & Vorobik mô tả khoa học đầu tiên năm 1988.